# 圣热罗尼穆
圣热罗尼穆是巴西南大河州的一个市镇。总面积937.049平方公里，总人口20566人，人口密度21.9人/平方公里。